# Компостиране
Компостирането е естествен екзотермичен процес, представляващ контролирано разграждане на органични материали чрез аеробен или анаеробен биологичен процес, в резултат на който се получава хумусоподобен материал, наречен компост (от латински componere – събирам заедно), в някои случаи наричан биотор.

## Основни принципи
Определяне на проблема
Независимо от избраната технология, успешното компостиране се характеризира от едни и същи основни принципи. Разбирането на тези принципи ще гарантира успешното управление на компостирането и получаването на краен продукт с високо качество.
Ключови концепции
Разграждането на органичните материали става с участието на много микроорганизми. Управлението на процеса на компостиране за постигане на върхова ефективност може да се разглежда като предоставяне на всичко необходимо за живота на огромното количество миниатюрни работници. Техните жизнени нужди включват:
- благоприятно съотношение въглерод:азот
- достатъчна влажност
- адекватно количество кислород

Съотношение въглерод:азот (C:N)
Всички органични материали съдържат въглерод, а много от тях съдържат и различно количество азот. В процеса на компостиране, микробите се нуждаят от азот, за да разградят материалите с високо съдържание на въглерод. Балансът, или съотношението, между тези два елемента в сместа е важно:
- Високо съдържание на въглерод, малко азот (т.е. много високо съотношение C:N) – без адекватно количество азот, микробите са лишени от инструментариума си да разграждат въглеродните съединения. Процесът много ще се забави.
- Високо съдържание на азот, ниско съдържание на въглерод (т.е. много ниско съотношение C:N) – ако има повече азот, отколкото микробите се нуждаят за разграждане на въглеродните съединения, наличният въглерод може лесно да се отдели под формата на амоняк в атмосферата.

За да поддържате скоростта на процеса добра и да не губите ценен азот, вашата смес трябва да предоставя на микробите правилния баланс на въглерод и азот.
Влага
Влагата е жизненоважна за всеки жив организъм. Повечето микроорганизми са много чувствителни към този фактор в своята околна среда. Когато влажността на активно компостираната смес падне до 35 – 40% (където водата съставлява 35 – 40% от общото тегло), скоростта на разграждане се забавя значително тъй като микробите не могат добре да осъществяват метаболитната си дейност. При влажност по-ниска от 30%, метаболитните процеси спират. (Ето защо сухият компост не може да се счита за готов просто защото той не изпуска вече топлина; ако изпускането на топлина се използва като показател за постигане на зрялост на компоста, материалът трябва да има благоприятна за активността на микробите влажност). От друга страна, прекалено високата влажност може бързо да доведе до анаеробни условия, когато водата запълни всички малки пространства в сместа. Така не остава място за въздух, условие, което не е благоприятно за микроорганизмите, които се нуждаят от кислород (наричани аеробни микроорганизми). В същото време, се създават идеални условия за микроорганизми, които не се нуждаят от кислород (анаеробни микроорганизми). Процесът на разграждане, който тези микроорганизми използват е различен и може да доведе до наличие на неприятни миризми. Горната граница на влажност, която осигурява необходимите условия за ефективно компостиране варира според различните компостни материали. Това различие се базира на размера и структурата на частиците, тъй като това има отношение към тяхната порьозност, способността им да поемат и задържат вода. За повечето компостни смеси се препоръчва 55 – 60% като начална горна граница за компостиране. Рецептите за компостиране обичайно започват при тази висока влажност, тъй като материалите имат склонност да изсъхват в напредването на процеса на компостиране: топлината генерирана от дейността на микробите довежда до изпаряване на водата.
За да изчислите началната влажност на вашата рецепта, е важно да знаете влажността на всяка съставка, която влагате за компостиране. Това може да се измери като се измери известно количество материал преди и след изсъхването му. Важно е да се уверите, че пробата, която сте взели е представителна за цялото компостирано количество – вземете проба от вътрешността, а не от външната страна на компоста, където материалът е изсъхнал или вземете проба непосредствено след като материалът е размесен. Влажността на входящите компостни материали ще помогне да определите правилните пропорции между съставките на компоста. Балансирането на влажността и съотношението C:N във вашата смес ще помогне да се уверите, че вашият материал ще се разгражди успешно.
Кислород
Аеробното разграждане, при което микроорганизмите имат достъп до достатъчно кислород, за да посрещнат нуждите си, е предпочитаният метод за компостиране. Когато няма достатъчно кислород, условията благоприятстват развитието на анаеробните бактерии – това води до по-малко ефикасен процес и изпускането на нежелани миризми. Ето защо съдържанието на влага и наличието на кислород са взаимно обвързани: въпреки че микроорганизмите се нуждаят от влага, в прекалено овлажнения и тежък материал няма да има място между частиците за проникване на въздух.
В зависимост от метода на компостиране, който сте избрали, можете да използвате разнообразни практики, за да осигурите достатъчно кислород на микробите в компостния си материал:
- Купове или бразди, които няма да се преобръщат по време на компостирането могат да се построят, така че да се максимизира движението на въздушния поток през материала, като се използват пасивни или активни форми на аерация;
- Преобръщането на материала го разрохква и позволява на въздуха да навлиза по-лесно в купа.

## Методи на компостиране

### Компостиране с червеи (вермикомпостиране)
При този метод се използват различни видове червеи, употребяващи за храна разнообразни органични отпадъчни продукти. Много ефективен и предпочитан за отглеждане е червеният калифорнийски червей (Lumbricus rubellus). Използват се също и Eisenia foetida, Eisenia andrei, Eisenia hortensis, Enchytraeus buchholzi и др. Полученият продукт се нарича вермикомпост.